# Midnattsolscupen
Midnattsolscupen var en fotbollsturnering som 1982–2011 årligen spelades i juli månad i Tornedalen i Norrbotten. Turneringen arrangerades av Polcirkeln/Svanstein FF, Ohtana/Aapua FF och Korpilombolo GIF. Matcherna spelades i byarna Svanstein och Aapua i Övertorneå kommun och Ohtanajärvi i Pajala kommun. Flertalet av matcherna spelades under sena kvällar och som namnet antyder - midnatt, under de ljusa nätterna i Tornedalen. Finalmatchen avgjordes i Svanstein och brukade locka stor publik.
Lagen som deltog kom oftast från norra Sverige, Finland samt Norge. Även de ryska lagen Stolitsa Moskva och Spartak Moskva har deltagit i turneringen.
Utöver herrlagsturneringen, fanns även Lilla Midnattsolscupen, en turneringar för pojklag.

## Tidigare segrare
- 1982 IFK Tärendö
- 1983 Gällivare SK
- 1984 Gällivare SK
- 1985 Kiruna FF
- 1986 Grovfjord IL
- 1987 Notvikens IK
- 1988 Rutviks SK
- 1989 Rutviks SK
- 1990 Rutviks SK Vandringspris 1
- 1991 Assi IF
- 1992 Haparanda FF
- 1993 Haparanda FF
- 1994 FC Santa Claus
- 1995 Assi IF
- 1996 Kiruna FF
- 1997 Kiruna FF
- 1998 IFK Kalix
- 1999 Assi IF Vandringspris 2
- 2000 Spartak Moskva
- 2001 Malmbergets AIF
- 2002 Kiruna FF
- 2003 Polcirkeln/Svanstein FF
- 2004 Spartak Moskva
- 2005 Kiruna FF
- 2006 Spartak Moskva Vandringspris 3
- 2007 Spartak Moskva
- 2008 Kiruna FF
- 2009 Luleå SK
- 2010 Stolitsa Moskva
- 2011 Stolitsa Moskva